# Aspergillus oryzae
Aspergillus oryzae (ook bekend onder de naam 'koji-kin') is een schimmel die ervoor zorgt dat enzymen in de rijst geactiveerd worden, zodat zetmeel wordt omgezet in eenvoudige suikers. Koji-kin speelt een centrale rol in het maken van sake. Daarnaast is het belangrijk voor het vervaardigen van miso, sojasaus, gochujang en amazake.
In de tweede eeuw werd koji-kin al vanuit China naar Japan gebracht. Het duurde tot eind 1400 dat sporen van de koji-kin geïsoleerd en gedroogd werden. De tempel in Kioto waarvan de monniken dit ontdekten kreeg een monopolie op koji-kin dat bijna 200 jaar duurde. Vandaag zijn er meer dan 20.000 verschillende koji-kinsporen geïsoleerd, waarvan er bijna 3500 gebruikt kunnen worden voor het maken van koji voor sake.
Het maken van koji is het begin van het brouwproces. Het vindt plaats in een koji mura, een aparte zaal in de brouwerij. De vaak lage zalen zijn warm met een hoge luchtvochtigheid.
De meeste brouwerijen maken hun koji machinaal. Uitzondering is het maken van koji voor sake van de allerhoogste kwaliteit, waarbij het proces bijna altijd handmatig wordt uitgevoerd.